# Yang Wulin
Yang Wulin – chiński zapaśnik w stylu wolnym. Zdobył brązowy medal w mistrzostwach Azji w 2007 i 2009. Zajął 25. miejsce na mistrzostwach świata w 2007 roku.